# 基伦·埃默里
基伦·埃默里（英語：Kieren Emery，1990年6月1日—），英国男子赛艇运动员。他曾代表英国参加2011年世界赛艇锦标赛，搭档彼得·钱伯斯获得男子轻量级双人单桨无舵手金牌。